# Piega (geologia)

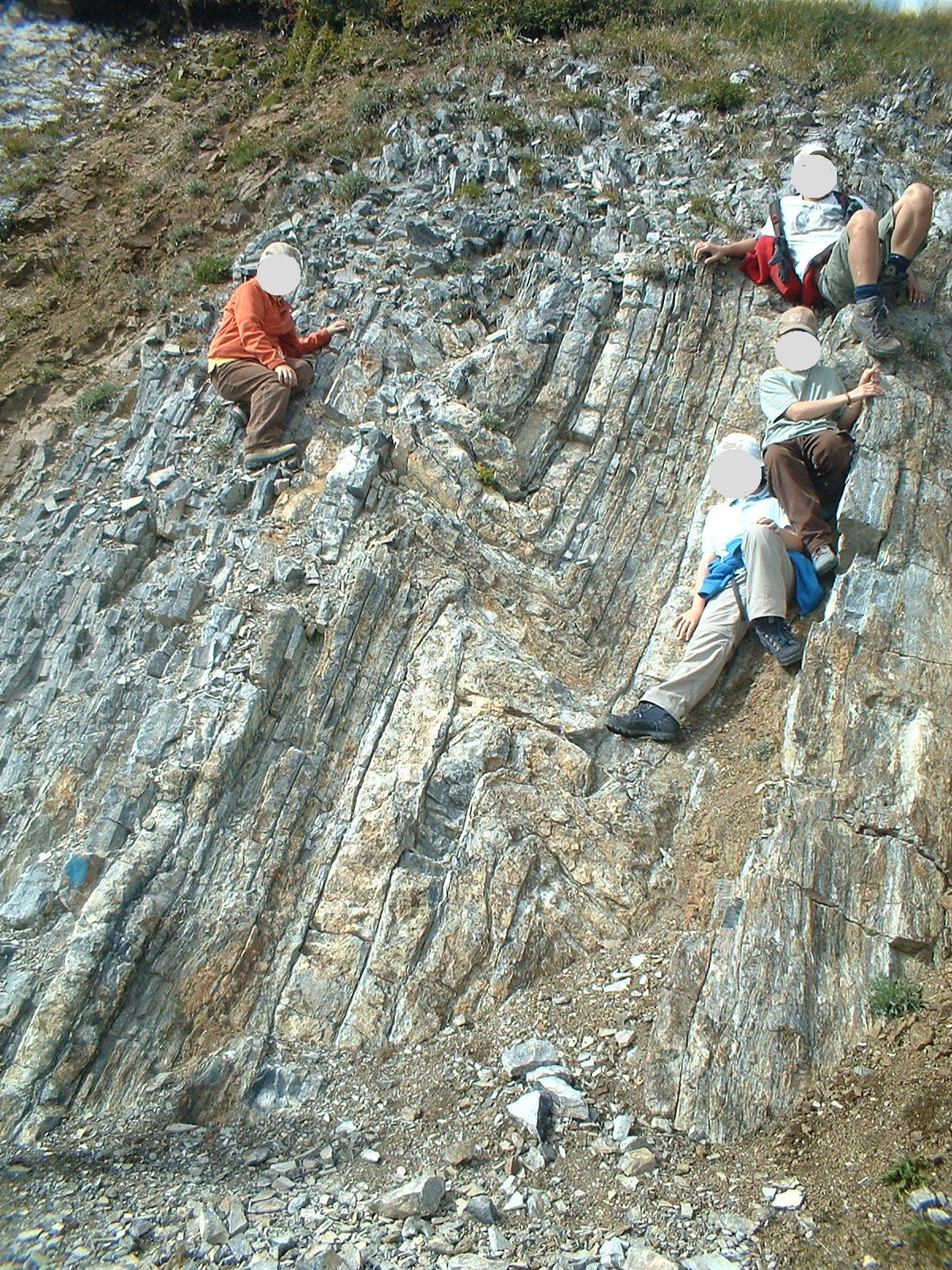
Kink band in sequenza sedimentaria (Formazione di Livinallongo, Ladinico Inferiore, Dos Capel, Predazzo)

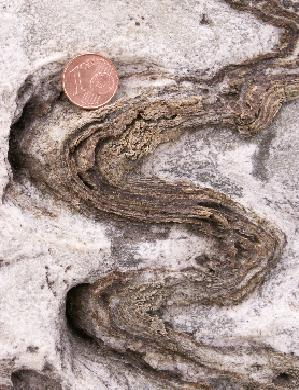
Piega su scala di un affioramento
(Isola d'Elba)

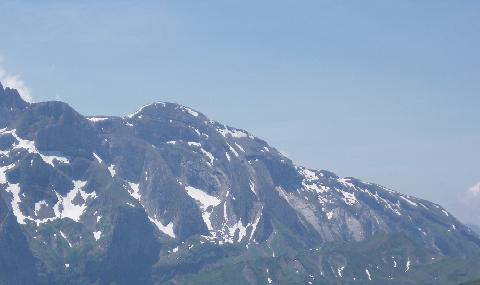
Piega su scala pluri-chilometrica
(Vallese, Alpi Svizzere)

In ambito geologico viene definita piega una deformazione duttile di masse rocciose nella quale alcune superfici, in origine planari, vengono piegate o curvate. Queste possono essere strati delle rocce sedimentarie, foliazioni metamorfiche o layering (alternanze nella roccia di livelli di differente composizione mineralogica). 
Solitamente le pieghe sono il risultato di forze compressive agenti in modo non omogeneo entro la massa rocciosa e tali da determinarne un comportamento duttile, ossia una deformazione plastica (cioè permanente) e continua (senza rotture). 
Tale comportamento delle rocce è favorito da elevate temperature e/o pressioni litostatiche. Per questo i piegamenti avvengono in genere ad una certa profondità nel sottosuolo, mentre in superficie prevalgono comportamenti fragili (faglie e fratture). Il piegamento superficiale può avvenire quando le forze sono di debole intensità e la loro azione è diluita nel tempo oppure quando la deformazione interessa sedimenti non ancora litificati. in quest'ultimo caso si parla di pieghe sinsedimentarie. Le pieghe sono comunemente associate a zone contrazionali (ad esempio le catene montuose), ma ciò non toglie che possano formarsi anche in contesti estensivi (come, ad esempio, le anticlinali da rollover in una faglia normale listrica).
Per definire le regioni piegate (corrugate) e le regioni fratturate si possono usare i due termini di  «architettura piegata e architettura tabulare. Nelle regioni piagate il rilievo riflette sempre in qualche misura il ripiegamento col parallelismo dei suoi tratti fondamentali: catene, altopiani, vallate». Nelle Alpi, ad esempio, «la piega centrale è composta prevalentemente di roccia cristallina, mentre quella settentrionale e quella meridionale sono in gran parte di roccia sedimentaria».
Il geologo con il rilevamento geologico, ovvero la cartografia degli affioramenti di roccia (caratteristiche litologiche, geometria delle pieghe, faglie, ecc.), può stabilire la struttura tettonica in profondità e capire gli sforzi tettonici che hanno provocato la deformazione della roccia. Questo lavoro gli permette di disegnare in seguito sezioni geologiche, molto utili in caso di costruzione di opere di ingegneria civile sotterranee quali tunnel autostradali o ferroviari, gallerie, miniere, ecc.

## Elementi della piega
Una superficie piana curva può essere descritta come la curvatura di un arco. Si distinguono, pertanto, in una piega:
- la cerniera, ossia la parte di massima curvatura, in corrispondenza della quale si congiungono i cosiddetti fianchi, cioè le superfici laterali della piega;
- il piano assiale, ossia il piano sul quale giacciono tutti i punti di massima curvatura di tutte le superfici piegate, e pertanto rappresenta il piano di simmetria;
- il nucleo, ossia la parte più interna, lungo la quale passa il piano assiale della piega;
- l'asse della piega, ossia l'intersezione del piano assiale con una delle infinite superfici deformate della piega stessa e, come peraltro il piano assiale, può essere orizzontale o variamente inclinato fino alla posizione verticale;
- la vergenza, ossia la direzione verso cui tende a coricarsi la piega;
- la linea di cresta, la linea che congiunge i punti sulla sommità della curvatura. Quando il piano assiale è verticale, la linea di cresta coincide con l'asse della piega; quando invece il piano assiale è inclinato, la piega tende a rovesciarsi verso un punto dell'orizzonte (si dice, in questo caso, che la piega ha vergenza verso quest'ultimo punto).

## Dimensioni
Le pieghe sono strutture tridimensionali nelle quali lo sviluppo va considerato nelle tre dimensioni. 
Si originano in genere in sistemi di forme differenti, ad es. con alternanza di curve concave e convesse, in cui non è quasi mai possibile identificare una struttura le cui dimensioni prevalgano sulle altre. 
Sull'asse orizzontale, la lunghezza di una singola piega raramente supera le decine di chilometri; quella di un sistema di pieghe, come nel caso di una catena montuosa, può superare le centinaia di chilometri. Sul piano verticale e trasversale le dimensioni sono di norma inferiori di un ordine di grandezza, o ancora di più. 

La grandezza di una piega può essere molto variabile, da millimetrica, alla scala dell'affioramento, fino a pieghe di grandezza chilometrica o pluri-chilometrica nel caso di catene montuose. Anche l'esame dell'orientamento di pieghe di dimensioni decimetriche ("pieghe mesoscopiche"), permette di determinare il senso di trasporto delle masse rocciose. La proprietà delle pieghe di manifestarsi simili ad ogni scala prende il nome di invarianza della scala.

## Classificazioni morfologiche

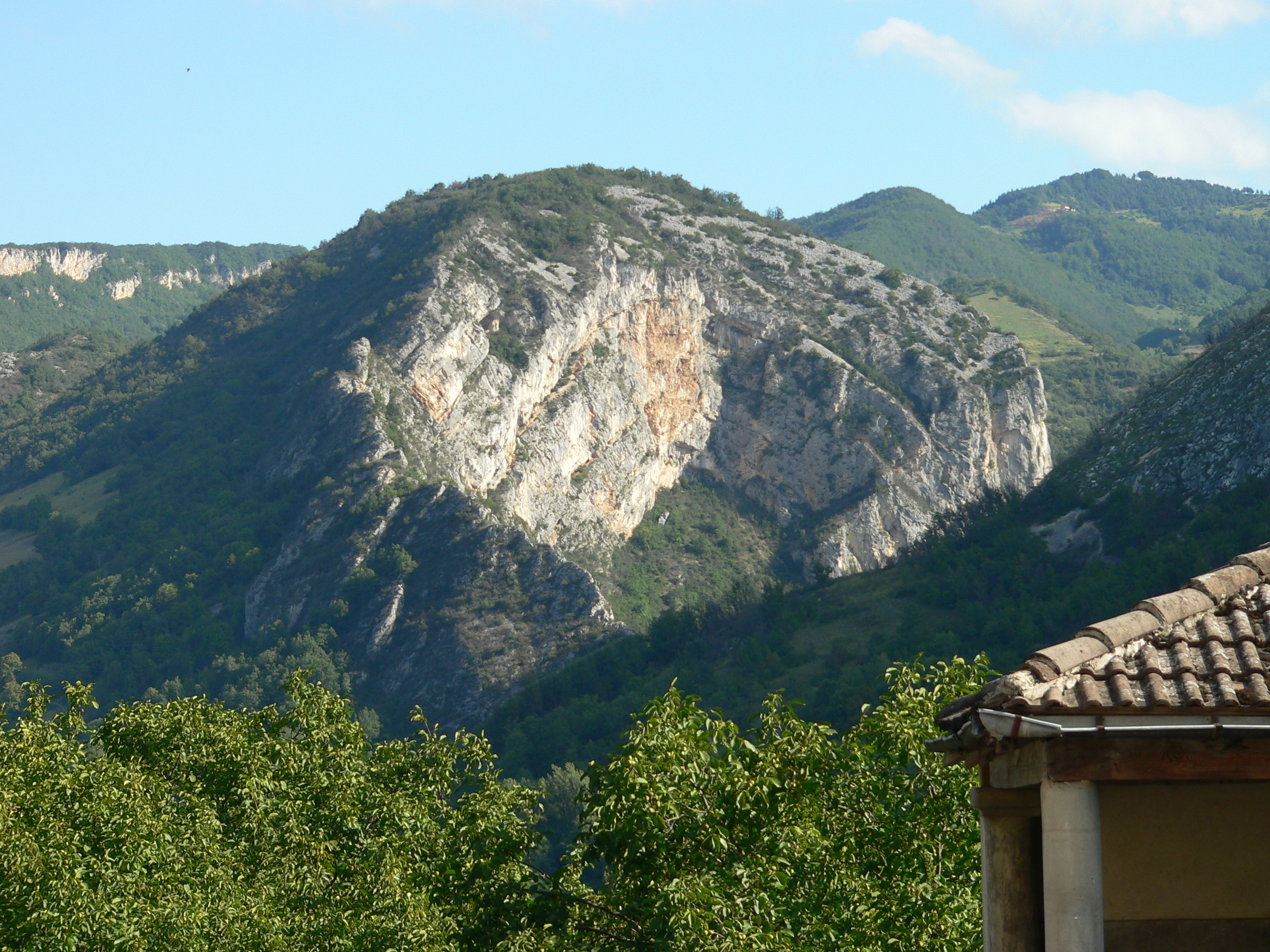
Collina modellata da rilievo anticlinalico

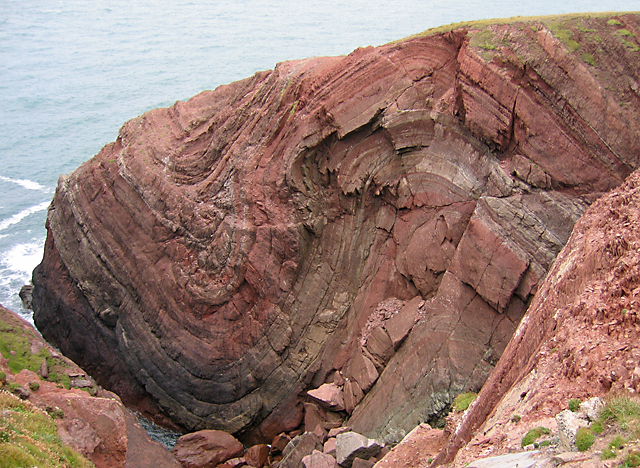
Combinazione di sinclinale e anticlinale nelle "Old Red Sandstone"

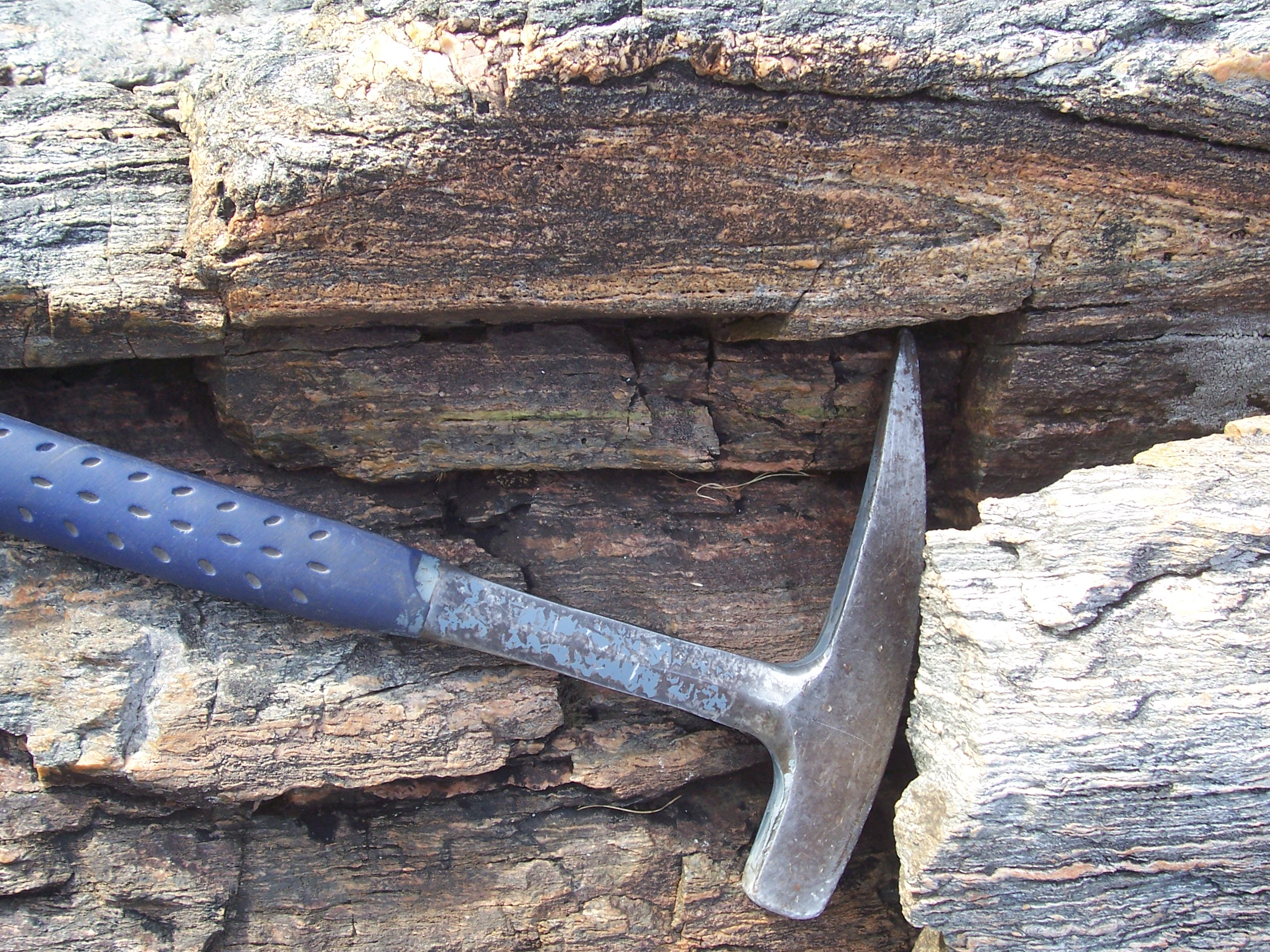
Piega isoclinale

Prendendo in considerazione, per semplificare, soltanto la forma che possono assumere le pieghe in una sezione trasversale che sia perpendicolare all'asse, le pieghe possono essere classificate in vario modo, a seconda dell'elemento preso in esame. A seconda del numero di fianchi presenti, vengono classificate in: 
- monoclinali: pieghe che presentano un solo fianco (e nella fig. in basso)
  - flessure: monoclinale in cui il fianco di raccordo ha inclinazione media
  - pieghe a ginocchio: monoclinale in cui il fianco di raccordo varia da subverticale a ribaltato

- biclinali: pieghe che presentano due fianchi
  - In base alla convessità (a nella fig. in basso):
    - pieghe antiformi: convessità rivolta verso l'alto
    - pieghe sinformi: convessità rivolta verso il basso

  - In base all'età delle rocce al nucleo (b nella fig. in basso):
    - pieghe anticlinali: sono pieghe con la convessità rivolta quasi sempre verso l'alto. Si possono riconoscere su una carta geologica per la presenza delle rocce più antiche al nucleo della piega, riesumato dall'erosione successiva al piegamento; le anticlinali sono tipicamente affiancate dalle sinclinali, in sistemi formatisi durante fasi tettoniche compressive.
    - pieghe sinclinali: con convessità rivolta quasi sempre verso il basso e gli strati più giovani in prossimità del nucleo della piega

  - In base all'inclinazione del piano assiale, le pieghe biclinali possono essere classificate in (c nella fig. in basso):
    - diritte: pieghe con piano assiale verticale
    - inclinate: pieghe i cui fianchi si immergono in direzioni opposte, ma con un diverso grado di inclinazione
    - rovesciate: pieghe con fianchi inclinati nella stessa direzione; nel fianco inferiore gli strati più recenti sono presenti al di sotto di quelli più antichi
    - coricate: pieghe con piano assiale pressoché orizzontale. Qualora le pieghe coricate siano di notevoli dimensioni, danno luogo alla formazione di falde di ricoprimento, strutture che impilandosi e accrescendosi l'una sull'altra permettono la crescita di catene montuose come le Alpi (dove vennero per la prima volta riconosciute)
    - immerse: pieghe in cui l'asse ha un'inclinazione negativa

  - in base all'angolo formato dai fianchi della piega (interlimb angle. d nella fig. in basso): 
    - > 120° : piega blanda
    - 120°-70° : piega aperta
    - 70°-30° : piega chiusa
    - < 30° : piega serrata
    - se i fianchi sono paralleli: isoclinale

  - in base al rapporto lunghezza/larghezza:
    - lunghezza circa il doppio della larghezza: si aggiunge il prefisso brachi- (es. brachisinforme, brachianticlinale)
    - lunghezza circa uguale alla larghezza (g nella fig. in basso): duomo se la convessità è verso l'alto, bacino se la convessità è verso il basso

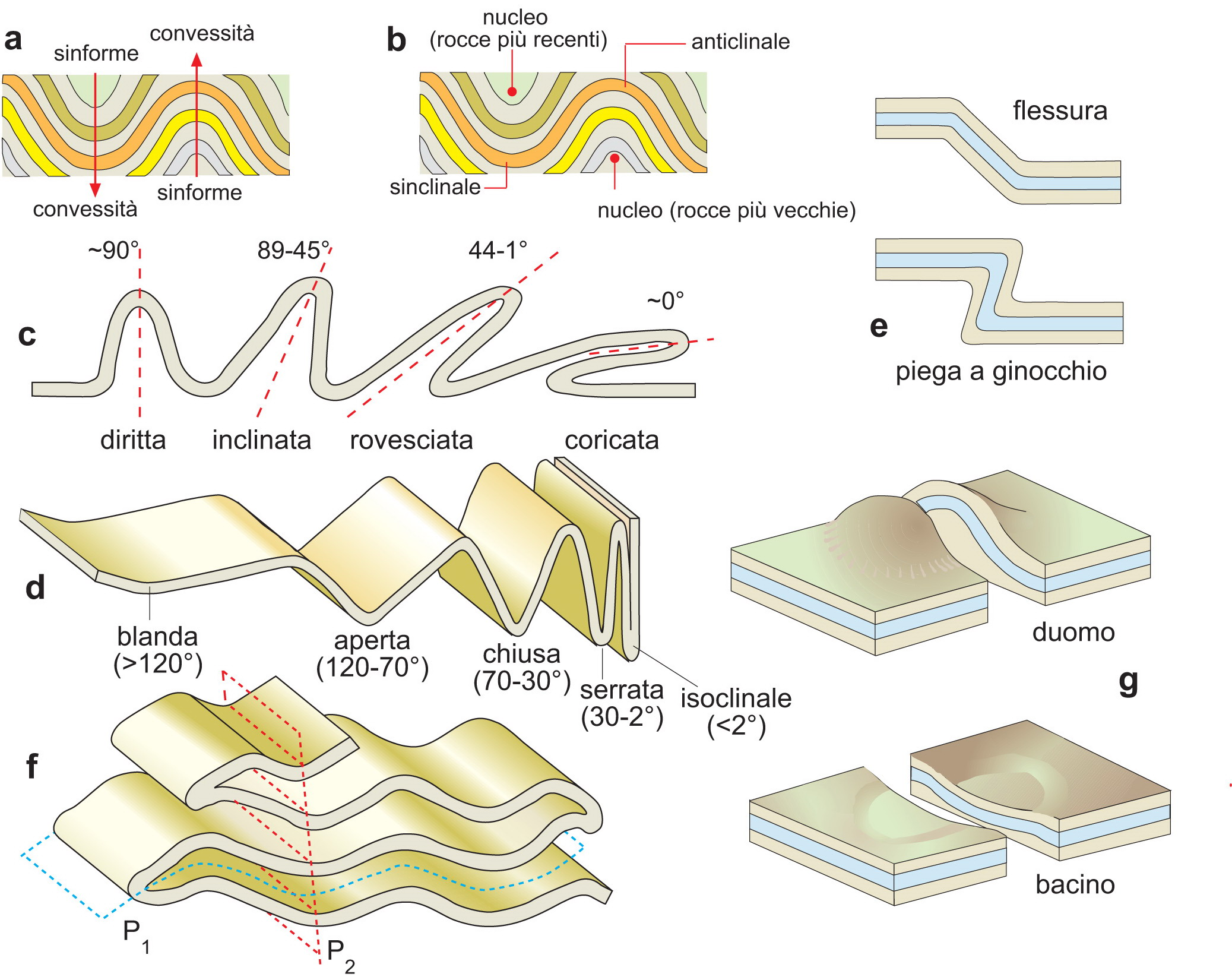
Classificazione delle pieghe: in base alla direzione verso cui è rivolta la convessità degli strati (a); in base all'età delle rocce al nucleo (b); in base all'inclinazione del piano assiale (c); in base all'angolo formato dai fianchi (d). Ci sono pieghe con un solo fianco (monoclinali, e) e pieghe ripiegate (f rappresenta pieghe isoclinali coricate con piano assiale P1, ripiegate successivamente da pieghe diritte aperte con piano assiale P2). Duomi e bacini (g e h) sono particolari pieghe in cui il rapporto lunghezza/larghezza è di 1:1.

La lettera f nella figura presenta il caso di una piega ripiegata: una piega isoclinale coricata ha subito un successivo piegamento che ha originato delle pieghe diritte aperte. Per chiarezza viene rappresentato un singolo strato, ma bisogna immaginare che la piega interessa tutti gli strati della sequenza originaria. Ogni piega isoclinale coricata ha un fianco diritto, con sequenza cronologica degli strati normale, cioè di età crescente verso il basso, e un fianco rovesciato, con sequenza cronologica degli strati invertita, cioè di etaà crescente verso l'alto.
Nel caso molto semplice di una compressione orizzontale, una serie di strati sedimentari si deforma in cilindri. Generalmente le pieghe non si presentano isolate, ma associate in fasci. Qualora, in conseguenza di una compressione tangenziale, la piega si rompa lungo il fianco sottostante, con spostamento relativo dei blocchi, si forma una piega rovesciata detta piega faglia.